# Приймак Михайло Васильович
Приймак Михайло Васильович (псевдо:«Буря»; 29 листопада 1921, с. Молодятин, нині Коломийський район, Івано-Франківська область  — 8 грудня 1948, с. Кийданці, нині Коломийський район, Івано-Франківська область) — провідник Коршівського районного проводу ОУН, лицар Бронзового хреста бойової заслуги УПА.

## Життєпис

Михайло Приймак другий зліва

Народився 29 листопада 1921 року в с. Молодятин Печеніжинського повіту Станиславівського воєводства.
Член ОУН із 1943 року. В УПА з 1944, командир чоти сотні УПА ім. Колодзінського куреня «Карпатський» ТВ-21 «Гуцульщина» (1944—1946), керівник Коршівського районного проводу ОУН (1947-12.1948).
Загинув у бою з опергрупою відділу 2-Н УМДБ в с. Кийданці Печеніжинського району Станіславської області.
Старший вістун (?), булавний (?), старший булавний (?), хорунжий (12.06.1948) УПА.

## Нагороди
Відзначений Бронзовим хрестом бойової заслуги (22.12.1945).